# 우리 모두가 세월호였다
《우리 모두가 세월호였다》는 2014년 7월 21일, 실천문학사에서 발행한 세월호 추모 시집이다. 강은교, 고은 등 모두 69인의 시인이 참여했다.
시집에는 아이들을 잃은 슬픔과 현실에 대한 분노가 가득하다. 인세 전액과 출판사 수익금의 일부는 아름다운 재단 ‘기억 0416 캠페인’에 기부되었으며, 세월호 참사와 희생자들의 삶을 기록하고 지역 공동체를 복원하는 작업에 쓰일 예정이다.